# مكاتب الدولة الكبرى
مكاتب الدولة الكبرى هي أربعة مناصب عليا في حكومة المملكة المتحدة: رئيس الوزراء ومستشار الخزانة ووزير الخارجية ووزير الداخلية.

## شاغلو المناصب
| المكاتب الكبرى لحكومة المملكة المتحدة                                | المكاتب الكبرى لحكومة المملكة المتحدة | المكاتب الكبرى لحكومة المملكة المتحدة              | المكاتب الكبرى لحكومة المملكة المتحدة | المكاتب الكبرى لحكومة المملكة المتحدة                                     |
| -------------------------------------------------------------------- | ------------------------------------- | -------------------------------------------------- | ------------------------------------- | ------------------------------------------------------------------------- |
| حكومة ريشي سوناك                                                     |                                       |                                                    |                                       |                                                                           |
| المنصب                                                               | صاحب المنصب                           | صاحب المنصب                                        | تولى منصبه                            | منصب حكومي سابق                                                           |
| رئيس الوزراء                                                         | Rishi Sunak                           | ريشي سوناك النائب عن ريتشموند (يورك) (مواليد 1980) | 25 أكتوبر 2022                        |                                                                           |
| مستشار الخزانة                                                       |                                       | جيريمي هانت النائب عن جنوب غرب سوري (مواليد 1966)  | 14 أكتوبر 2022                        | وزير الخارجية يوليو 2018 – يوليو 2019 وزير الصحة سبتمبر 2012 – يوليو 2018 |
| وزير الخارجية (وزير الدولة للشؤون الخارجية وشؤون الكومنولث والتنمية) | James Cleverly                        | جيمس كليفرلي النائب عن برينتري (مواليد 1969)       | 6 سبتمبر 2022                         |                                                                           |
| وزير الداخلية (وزير الدولة للشؤون الداخلية)                          | Suella Braverman                      | سويلا برافرمان النائب عن فرهام (مواليد 1980)       | 25 أكتوبر 2022                        | وزير الداخلية سبتمبر 2022 - أكتوبر 2022                                   |

## التاريخ
نتجت المناصب الكبرى للدولة من أعلى المناصب في العائلة المالكة - المعروفون باسم ضباط الدولة العظماء. أصبحت هذه الألقاب في النهاية ألقابًا وراثية وفخرية، بينما انتقلت الواجبات الموضوعية إلى الأفراد الذين تم تعيينهم نيابة عن التاج. جيمس كالاهان هو الشخص الأول والوحيد حتى الآن الذي خدم في جميع المناصب الأربعة.
وفقًا لاستطلاع يوجوف الذي تم إجراؤه في عام 2017، رأى الجمهور البريطاني أن أهم ثلاثة مناصب وزارية هي: مستشار الخزانة، ووزير الدولة للصحة والرعاية الاجتماعية، ووزير الدولة للدفاع، في حين جاء وزير الداخلية في المرتبة الرابعة، ووزير الخارجية في المركز التاسع، يسبقه وزير الدولة للعمل والمعاشات التقاعدية، ويليه وزير الدولة للتجارة الدولية. كان يُنظر إلى منصب وزير الدولة للرقمية والثقافة والإعلام والرياضة على أنه الأقل أهمية، حيث قال 3٪ فقط من المستجيبين إنهم يعتبرونه أحد المناصب المهمة.
تم تشكيل حكومة تروس في 6 سبتمبر 2022، ولم تعين أي رجل أبيض لشغل منصب من مناصب الدولة الكبرى، لأول مرة في التاريخ السياسي البريطاني. ظل هذا هو الحال لمدة 38 يومًا فقط حتى تعيين جيريمي هانت وزيراً للخزانة في 14 أكتوبر 2022، ليحل محل كواسي كوارتنج الذي كان أول مستشار أسود. بعد خمسة أيام في 19 أكتوبر 2022، تم تعيين غرانت شابس وزيرًا للداخلية، ليحل محل سويلا برافرمان،  على الرغم من إعادة تعيين برافرمان من قبل ريشي سوناك بعد ستة أيام فقط.